# Kalebassenbaum
Der Kalebassenbaum (Crescentia cujete) ist eine Pflanzenart aus der Gattung Crescentia innerhalb der Familie der Trompetenbaumgewächse (Bignoniaceae). Aus den Früchten können ähnlich wie aus dem Flaschenkürbis (Lagenaria siceraria) Trinkgefäße (Kalebassen) gefertigt werden, was den deutschen Namen der Art erklärt.

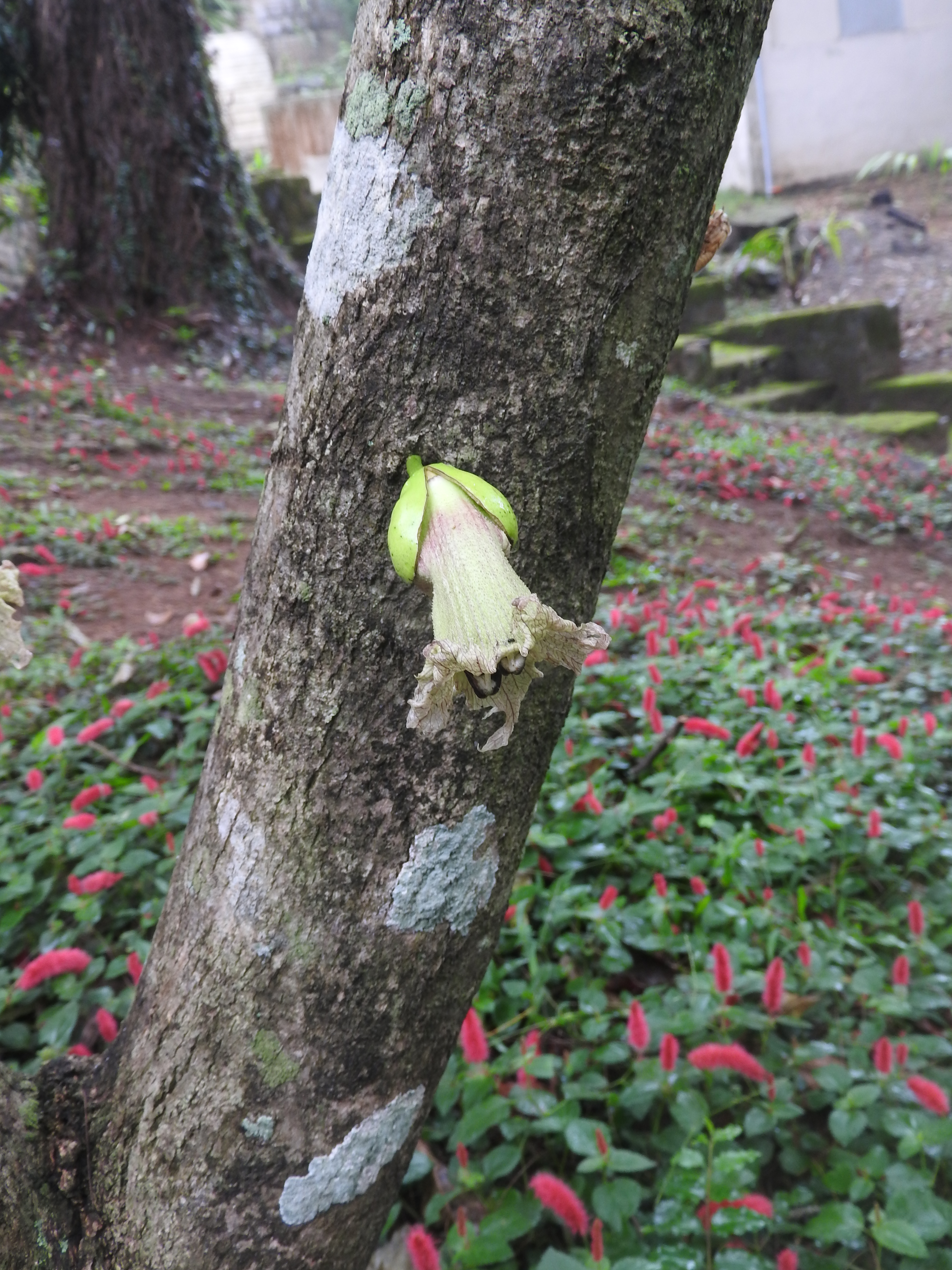
Stammblütige Blüte

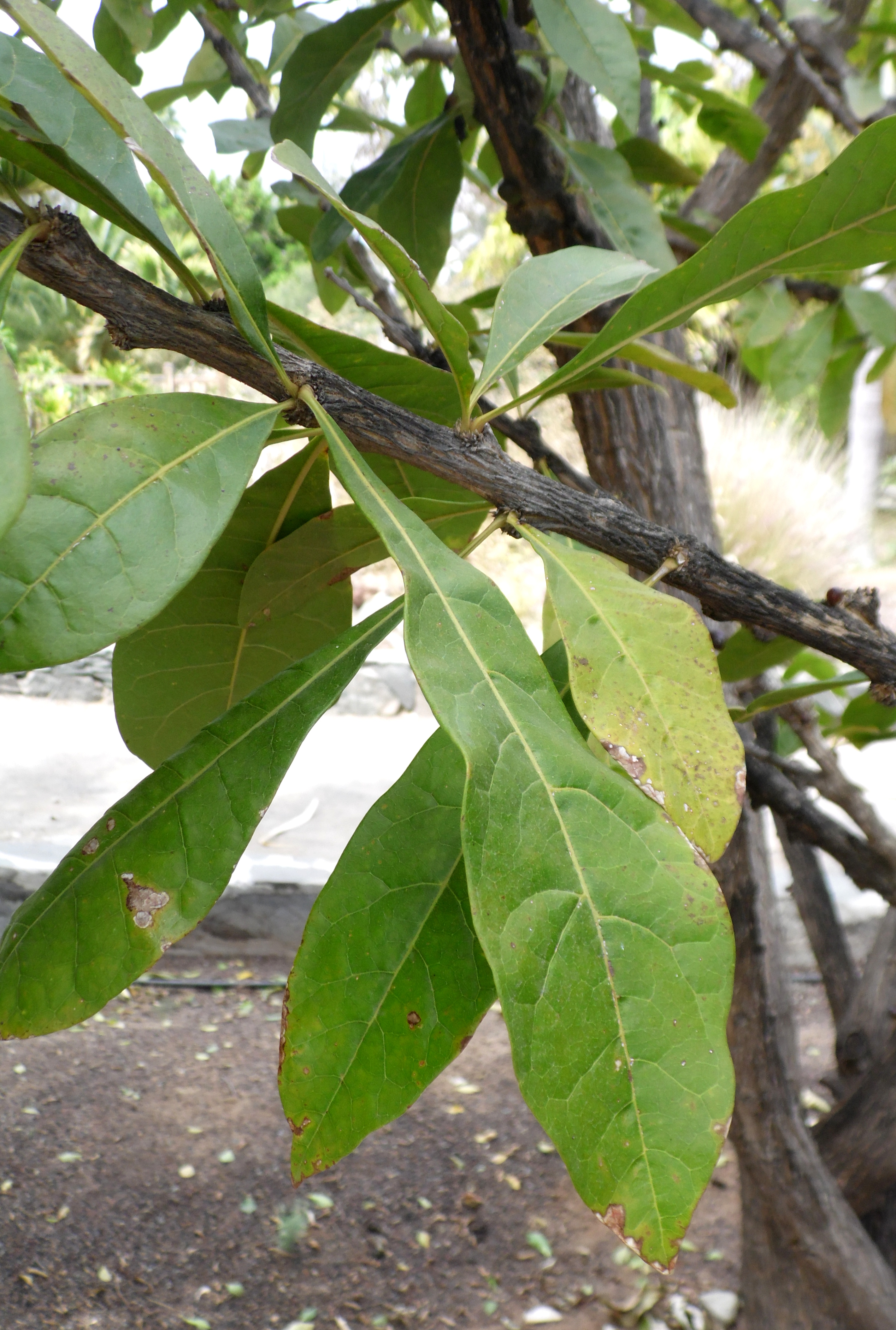
Laubblätter

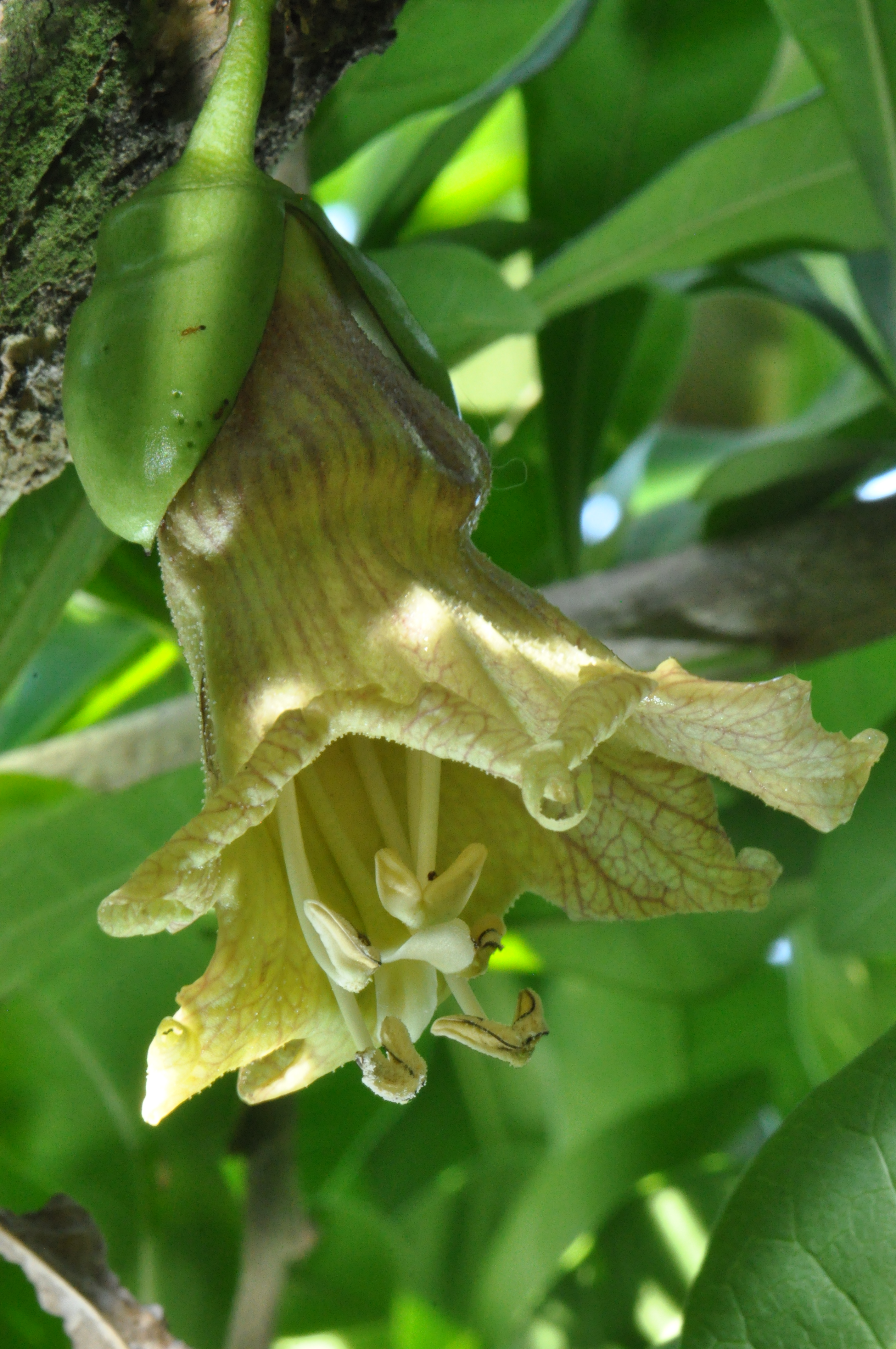
Blüte

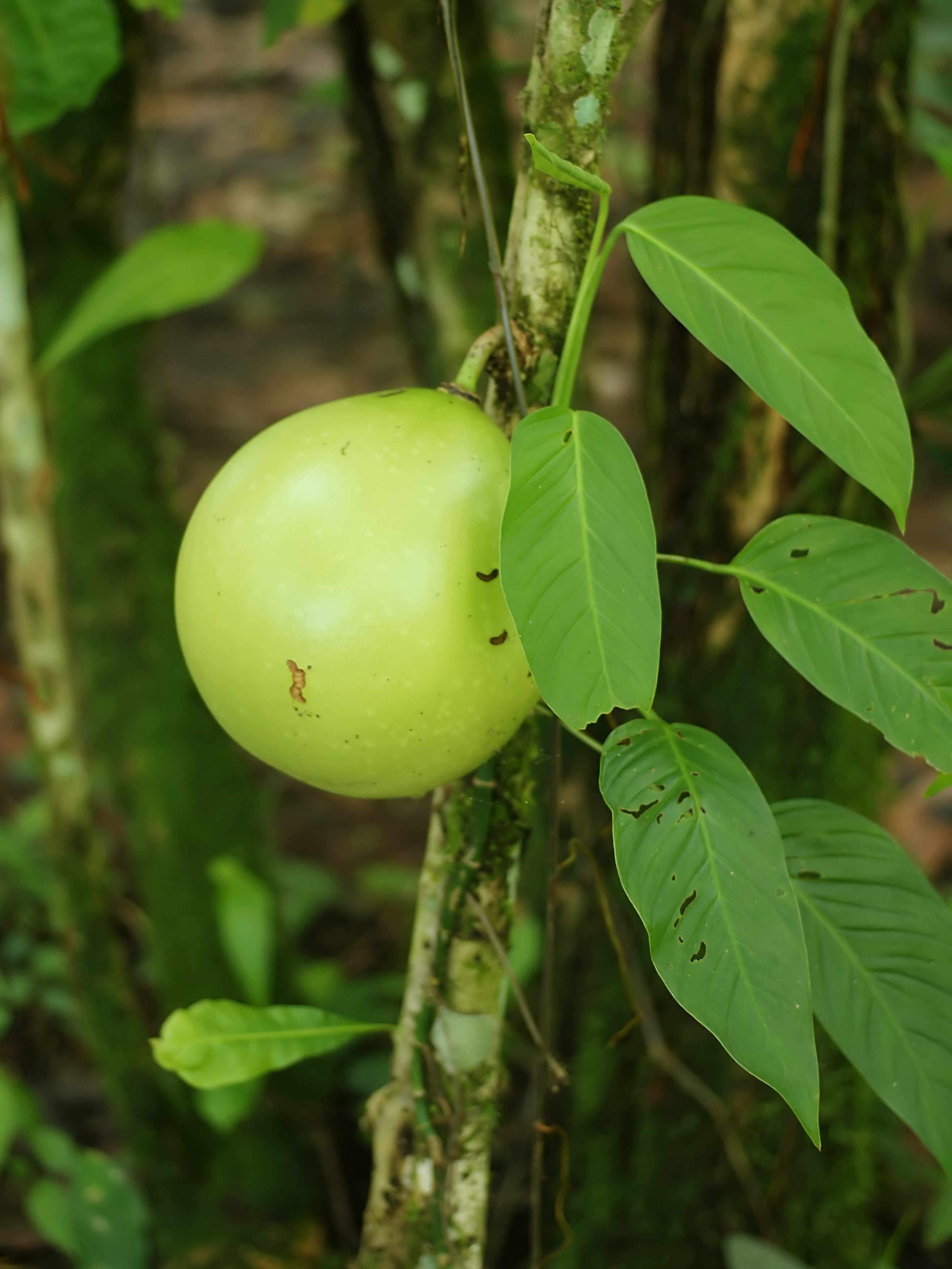
Frucht

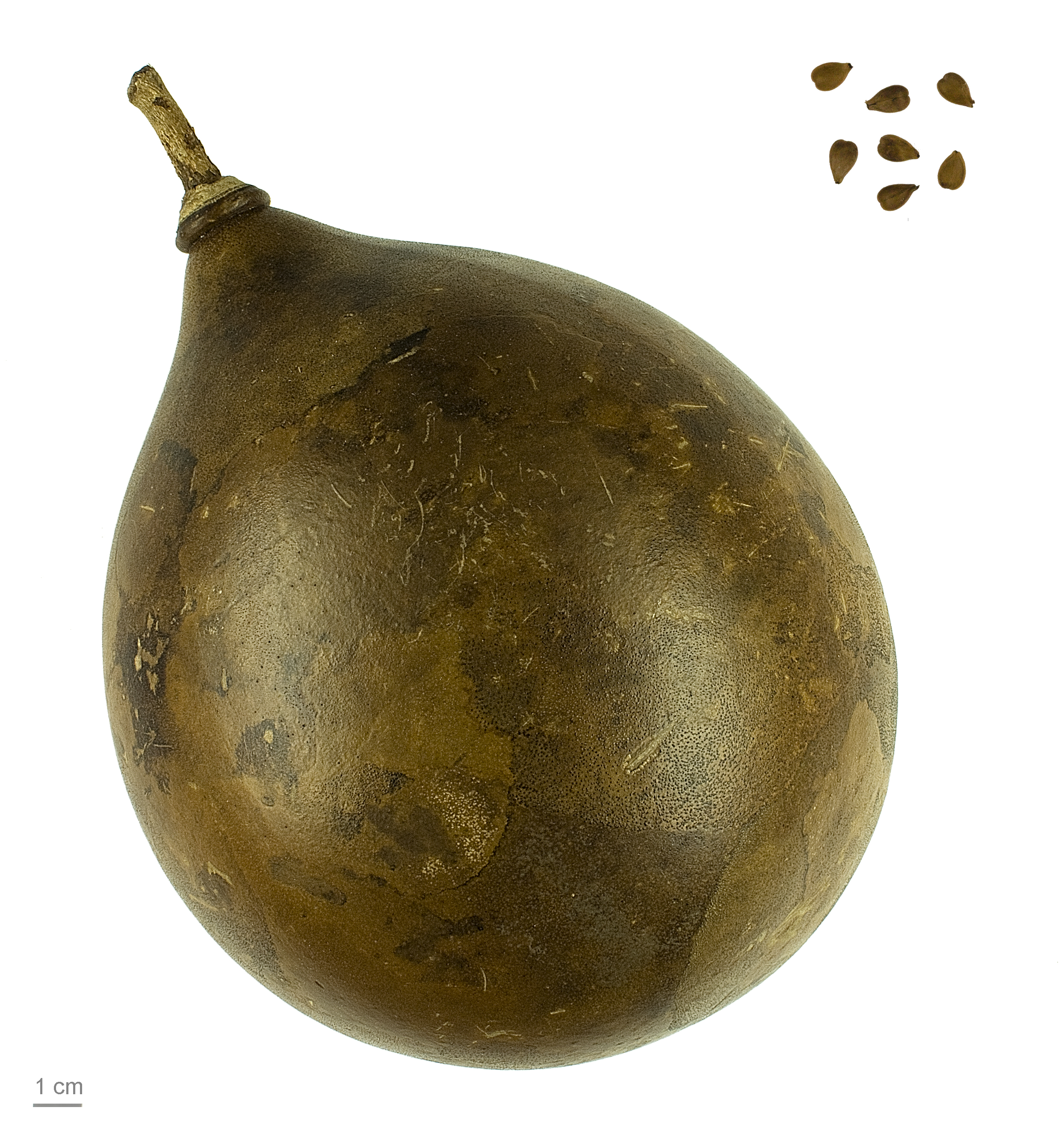
Frucht und Samen

## Beschreibung

### Vegetative Merkmale
Der Kalebassenbaum ist ein etwa 8 bis 10 (selten bis zu 13) Meter hoher Baum mit kurzem, geradem Stamm, der einen Brusthöhendurchmesser von 25 Zentimetern erreicht. Das Holz ist geruchlos und leicht zu bearbeiten, meist kann das rosafarbene bis rötlichbraune Splintholz vom hellbraunen Kernholz unterschieden werden. Er besitzt eine graubraune, rissige Borke. Die wenigen weit ausladenden Äste bilden eine breite und offene Krone.
Die sitzenden, einfachen Laubblätter sind in Gruppen von drei bis sechs büschelig angeordnet, selten sind sie an Astspitzen wechselständig inseriert. Die Blattform ist verkehrt-ei- bis spatelförmig, manchmal sind die Blätter auch gelappt. Die Blätter sind ganzrandig und abgerundet bis eingebuchtet oder stumpf bis bespitzt mit keilförmiger Basis. Die Blattoberseite ist sattgrün und leicht glänzend, die Unterseite ist stumpfer und blasser. Junge Triebe sind hellgrau bis hellbraun. Die Angaben zur Größe der Blätter variieren, als Länge werden minimal 3,5 bis maximal 26 Zentimeter angegeben, die Breite liegt zwischen 1 und 7,6 Zentimeter. Meist wird der Kalebassenbaum als immergrün bezeichnet, was aber nur für Gegenden ohne ausgeprägte Trockenzeiten zutrifft. In anderen Gebieten wirft die als sehr dürrefest bekannte Art zu Beginn der Trockenzeit das Laub ab.

### Generative Merkmale
Die Blüten erscheinen einzeln oder zu zweit direkt am Stamm oder an starken Ästen (Kauli-, Ramiflorie) an behaarten, 1,5 bis 3 Zentimeter langen Blütenstielen. Die zwittrigen Blüten (Rachenblüten) mit muffigem Geruch sind fünfzählig und leicht zygomorph mit doppelter Blütenhülle. Die meist glatten, grünen und ledrigen Kelchblätter sind zu einem etwa 2 Zentimeter langen, zweiteiligen Kelch verwachsen. Die fünf weißen bis grünlich-gelben, teils rötlichen, rippigen Kronblätter sind zu einer glockenförmigen und bauchigen Kronröhre mit breitem Schlund und etwa gleich langen Zipfeln verwachsen. Die Krone besitzt eine Länge von 5 Zentimeter und einen Durchmesser von 3 bis 7,5 Zentimeter. Die vier fertilen, didynamischen Staubblätter sind knapp vorstehen, es kann ein Staminodium vorhanden sein. Der einkammerige Fruchtknoten ist oberständig mit einem langen, schlanken Griffel mit flach keulenförmiger, zweilappigen Narbe. Es ist ein Diskus vorhanden. Die Blüten öffnen sich bei Dunkelheit und fallen am folgenden Morgen wieder ab. Blütezeit ist während des ganzen Jahres (nach anderen Angaben im Monat Juni). Die Bestäubung erfolgt durch Fledermäuse.
Die vielsamigen, glatten Früchte, Beeren (Panzerbeere) sind rundlich bis elliptisch. Die Früchte der Wildform haben eine Größe von etwa 10–12 Zentimeter, Früchte von Kulturformen können einen Durchmesser von 20 bis über 30 Zentimeter erreichen. Sie sind zunächst grün, später gelb und ausgereift rot-braun. Die Schale ist relativ dünn, holzig-ledrig, hart und haltbar. Das nicht essbare Fruchtfleisch ist weiß, saftig und enthält viele flache, beige Samen von 6 bis 8 Millimeter Länge.

## Verbreitung und Standortansprüche
Die natürliche Heimat des Kalebassenbaumes dürften wahrscheinlich die Westindischen Inseln und das Gebiet von Südmexiko bis Peru und Brasilien sein. Die ursprüngliche Heimat ist unbekannt, da die Art schon in vorspanischer Zeit, möglicherweise schon seit mehr als 600 Jahren, kultiviert wird. Der Kalebassenbaum wird auch in anderen Ländern mit tropischem Klima angebaut, doch weder in ihrer Heimat noch in anderen Gebieten gibt es große, auf Gewinn ausgerichtete Plantagen.
Crescentia cujete ist gut angepasst an tropische Trockengebiete, dürrefest und frostempfindlich. Die Art wächst von Meereshöhe bis in Höhenlagen von etwa 800 Meter, in Gebieten mit einem jährlichen Niederschlag von 1300 bis 1500 Millimetern und einer mittleren Temperatur von etwa 26 °C.

## Taxonomie
Der Kalebassenbaum wurde 1753 von Carl von Linné in Species Plantarum Band 2 Seite 626 als Crescentia cujete erstbeschrieben.

## Verwendung
Aus den schon vor der Reife geernteten, getrockneten, ausgehöhlten und polierten Früchten wurden Trinkgefäße, Behälter für Lebensmittel und Flüssigkeiten, aber auch Maracas (Rumbarasseln) hergestellt. Durchlöcherte Früchte dienen Goldsuchern zum Sieben von Flusssand. Sie sind ähnlich wie die kleineren von Crescentia alata.
Das Fruchtfleisch und die Samen werden volksmedizinisch als Abführmittel und Diuretikum verwendet.
Das nicht beständige, schwere und recht harte Holz kann als Brennmaterial genutzt werden. Es wurde auch beim Bau kleiner Boote eingesetzt sowie für verschiedene andere Dinge.

## Trivialnamen
Für den Kalebassenbaum bestehen bzw. bestanden auch die weiteren deutschsprachigen Trivialnamen Kürbisbaum und Tutumebaum.